# Eurialo e Niso
Eurialo e Niso (in latino Nisus et Euryalus) sono due personaggi mitologici che appaiono in due episodi dell'Eneide di Virgilio. Giovani guerrieri profughi di Troia, col loro sacrificio costituiscono un grande esempio di lealtà e di altri valori che Virgilio teneva a riportare in vita con la sua opera.

## Il mito

### Eurialo
Eurialo (figlio di Ofelte, un troiano morto durante la guerra di Troia, e di una lontana parente di Priamo) è il più giovane dei due amici, poco più che un fanciullo, e con la sua grande bellezza riesce sempre a ottenere il favore degli altri.
Partecipa alla gara di corsa a piedi durante i giochi funebri per Anchise, nel quinto libro dell'Eneide, a fianco dell'amico Niso e riesce a vincerla grazie all'aiuto del compagno.
Nonostante le proteste di Salio, un altro corridore, che è inciampato a causa di Niso, Eurialo sfrutta le sue lacrime e il suo bell'aspetto per far sì che gli spettatori parteggino per lui.
Nel nono libro affianca nuovamente Niso nel tentativo di raggiungere Enea, passando per l'accampamento dei Rutuli addormentati.
I due giovani, approfittando dell'occasione favorevole, compiono un'ingente strage di nemici.
L'inesperienza di Eurialo si dimostra quando il giovinetto ruba nell'accampamento nemico diversi oggetti di valore, tra cui uno splendido elmo. Saranno proprio quei trofei a mettere a repentaglio la vita di Eurialo; da una parte il riflesso dell'elmo attirerà l'attenzione del nemico Volcente sui due compagni, dall'altra il peso del bottino ostacolerà il giovane in fuga dai soldati nemici.
Eurialo muore trafitto dalla spada dello stesso Volcente in un bosco vicino all'accampamento rutulo.
In quel momento Virgilio richiama alla mente un altro paragone con il candido corpo esanime di Eurialo, ossia l'immagine di un fiore purpureo reciso da un aratro o un papavero che abbassa il capo durante la pioggia.

### Niso
Niso è figlio - al pari di Ippocoonte e dell'omerico Asio - del nobile troiano Irtaco che aveva sposato Arisbe, la moglie ripudiata da Priamo, chiamata anche Ida. Egli è, rispetto a Eurialo, più maturo ed esperto, avendo combattuto insieme ai fratelli nella guerra di Troia. Nel poema è ricordata tra l'altro la sua passione per la caccia, trasmessagli da entrambi i genitori. Compare per la prima volta nel quinto libro al fianco di Eurialo nella gara di corsa, in cui scivola, ma aiuta il compagno a vincere grazie a uno stratagemma.
Successivamente, nel nono libro, Niso si fa avanti per uscire dall'accampamento dei troiani assediati dai Rutuli e raggiungere Enea, ma Eurialo vuole seguirlo. Dapprima Niso non acconsente ritenendo il ragazzo non ancora pronto per affrontare un'impresa tanto rischiosa, ma, data la sua insistenza, parte con lui. Entrato nel campo nemico, Niso vi uccide parecchi giovani italici sopraffatti dal sonno, dal vino e dall'inesperienza, imitato poi da Eurialo.
Tenterà invano di salvare l'amico fatto prigioniero dai cavalieri di Volcente. Il suo affetto per il giovinetto lo spinge a vendicarne la morte; egli riuscirà nell'intento cadendo però a sua volta.

#### Quinto libro - La gara di corsa
La prima apparizione di Eurialo e Niso risale al quinto libro dell'Eneide, durante la gara di corsa a piedi svoltasi a Erice nei giochi in onore di Anchise, il defunto padre di Enea. L'episodio è peraltro tratto dalla gara avvenuta nell'Iliade fra Odisseo, Aiace d'Oileo e Antiloco, vinta da Odisseo.
Niso si porta in testa, ma scivola inavvertitamente su una pozza di sangue sacrificale, probabilmente sparso da Enea prima della celebrazione dei giochi.
A quel punto Salio, un altro partecipante, tenta di correre per il primo posto, ma Niso, mosso da un profondo affetto per l'amico, fa uno sgambetto all'avversario che finisce a terra.
Di conseguenza Eurialo sorpassa Salio e vince la gara.
Irritato per la vittoria ingiusta di Eurialo, Salio si lamenta da Enea, ma il pubblico, commosso dal pianto e dal bell'aspetto di Eurialo, parteggia per il giovinetto.
Enea consegna comunque un premio di consolazione a Salio e a Niso, rispettivamente una pelle di leone africano e uno scudo forgiato da Didimaone, e offre al giovane vincitore il premio che gli sarebbe spettato di diritto, ossia un cavallo con borchie.

#### Nono libro - La sortita notturna e la morte dei due giovani
La sortita nottura dei due eroi troiani ricorda molto quella di Diomede e Ulisse nel decimo libro dell'Iliade, dove i due achei sorprendono nel sonno il giovane re trace Reso e dodici suoi guerrieri.
L'esercito di Turno sta cingendo d'assedio la cittadella dei Troiani sbarcati nel Lazio; Enea, alla ricerca di alleati, si è recato tra gli Etruschi. Niso si propone di uscire per andare a raggiungere Enea e avvertirlo del pericolo imminente, ma Eurialo vuole rimanere al suo fianco, pur sapendo di essere ancora molto giovane per un'impresa così rischiosa e di poter avere ancora una lunga vita davanti a sé.
Dopo aver ricevuto il consenso dei compagni riguardo alla loro proposta, Eurialo e Niso si preparano a partire per la loro missione.
Ascanio, il figlio di Enea, promette loro grandi premi, tra cui tazze e cucchiai d'argento, cavalli, armature, donne e schiavi, mentre gli altri troiani li equipaggiano con armi adatte all'impresa.
I due amici penetrano nel campo dei Rutuli addormentati. Niso mette al corrente Eurialo della sua intenzione di farne strage e passa immediatamente all'azione, aggredendo un amico intimo di Turno, il borioso re e augure Ramnete, che stava russando nella sua tenda su un cumulo di sontuosi tappeti, e con la spada colpisce alla gola lui insieme ai suoi tre servi; introdottosi quindi negli alloggiamenti di Remo, altro importante condottiero italico, sgozza l'auriga disteso sotto i cavalli per poi staccare la testa al suo signore coricato nel letto e ancora al bellissimo giovinetto Serrano riverso a terra nel suo sonno di ubriaco dopo aver dedicato al gioco dei dadi buona parte di quella che sarebbe stata la sua ultima notte. Questi sono i più noti tra i numerosi guerrieri che finiscono vittime di Niso.
Anche Eurialo non resiste alla tentazione di uccidere qualche italico; un certo Reto, svegliatosi improvvisamente, cerca di nascondersi dietro un cratere, ma viene ucciso proprio da Eurialo. A questo punto Niso esorta il compagno a cessare la strage; i due troiani escono dal campo nemico. Eurialo porta via con sé alcuni oggetti di valore, tra cui l'elmo di Messapo (un alleato italico dei Rutuli, che non è tra le vittime).
Proprio per la vanità di Eurialo i due amici vengono avvistati da un drappello di trecento maturi cavalieri rutuli guidato da Volcente; accade infatti che i bagliori dell'elmo e il suo vistoso pennacchio attirino l'attenzione dei nemici, che incominciano allora a inseguire la coppia di troiani, rifugiatasi nel bosco.
Gli uomini di Volcente si sparpagliano quindi attraverso passaggi sconosciuti a Eurialo e Niso, che cercano una via di fuga.
Improvvisamente Niso si ritrova da solo e, correndo a ritroso per cercare l'amico, lo vede circondato da soldati italici. A quel punto, disperato, scaglia le sue armi contro i nemici e riesce a uccidere Sulmone e Tago, due cavalieri di Volcente, il quale, non capendo chi possa essere l'autore di quelle uccisioni, si scaglia su Eurialo con la spada, trafiggendolo mortalmente.
(Traduzione di Annibal Caro)
Niso allora grida disperato e si scaglia con tutta la sua violenza contro Volcente, conficcandogli quindi la spada nella bocca spalancata e uccidendolo. Il giovane viene però attaccato dagli altri soldati presenti e, morendo, si getta sull'amico e si dà finalmente pace.
(Traduzione di Annibal Caro)

### Conseguenze della morte di Eurialo e Niso
Sùbito dopo la morte di Eurialo e Niso, Virgilio interviene nella narrazione, assicurando ai due amici un eterno ricordo da eroi tragicamente sconfitti:
(Traduzione di Annibal Caro)
I cadaveri di Eurialo e Niso vengono portati all'interno dell'accampamento rutulo, e quivi sottoposti a decapitazione. Le teste recise dei due giovani vengono quindi conficcate su lance e portate davanti al presidio troiano con grande clamore.
In seguito la Fama avverte la madre di Eurialo della morte del giovane. La donna, sconvolta dalla notizia, corre fuori di casa strappandosi i capelli e urlando. Ha così inizio un commovente discorso in cui sembra rimproverare il figlio per non averla nemmeno salutata per l'ultima volta prima di partire per la sua pericolosa missione, e rimpiange di non aver potuto guidare le sue esequie e rivedere il suo corpo.
La donna sembra non aver più nemmeno la forza di vivere e implora di essere uccisa dai Rutuli, trafitta dalle loro frecce.
L'ultima memoria a Eurialo e Niso è offerta dai troiani che li rimpiangono con gemiti e lacrime e riportano in casa la madre di Eurialo.

## Vittime di Eurialo e Niso

### Vittime di Eurialo
Le vittime di Eurialo, tutte uccise nel campo dei Rutuli, sono perlopiù anonime; fanno eccezione:
- Abari
- Erbeso
- Fado
- Reto (l'unico che non viene ucciso nel sonno). Colpito di spada al petto, muore vomitando l'anima insieme al vino e al sangue.

### Vittime di Niso
Cavalieri uccisi in scontro aperto (3):
- Sulmone, colpito mortalmente da un dardo al petto
- Tago, ucciso con un dardo che gli trapassa le tempie
- Volcente, il comandante, cui Niso conficca la spada nella bocca spalancata

Guerrieri sorpresi nel sonno (5):
- Ramnete, augure e re italico
- Remo, condottiero rutulo
- Lamiro e Lamo, guerrieri rutuli al seguito di Remo
- Serrano, giovanissimo guerriero rutulo famoso per la sua bellezza, anch'egli al seguito di Remo

In questo elenco vanno aggiunti i tre servi di Ramnete e l'auriga di Remo: ma il verso 328 «armigerumque Remi premit aurigamque sub ipsis», da alcuni tradotto «sopprime l'auriga ed armigero di Remo» è da intendersi per altri come «sopprime lo scudiero di Remo e l'auriga», quindi il numero complessivo delle vittime di Niso può variare da 12 a 13. In ogni caso Niso è, dopo Enea e Turno, il guerriero che uccide più nemici nel poema; e tra gli italici che egli sorprende nel sonno sono ben quattro quelli che subiscono la decapitazione, ovvero Remo, Lamiro, Lamo e Serrano.
Virgilio mette anche un certo Numa tra gli italici uccisi nel sonno, ma solo nella sequenza che descrive la scoperta della strage. Per molti studiosi il punto in questione sarebbe uno dei tanti sfuggiti alla revisione definitiva dell'opera: e poiché Numa viene citato insieme a Serrano, si pensa che il poeta abbia scritto erroneamente "Numa" in luogo di "Lamo" o "Remo". Peraltro in un passo del libro X il nome Numa ritorna, insieme a quelli di Volcente e Sulmone: quest'ultimo viene detto padre di quattro giovani guerrieri catturati da Enea, che poco dopo appunto uccide, in mezzo ad altri nemici, un guerriero chiamato Numa, e il figlio di Volcente, Camerte, biondo signore di Amyclae.

## Raffronto con l'Iliade
Mentre nel passo omerico la strage di nemici addormentati viene compiuta dal solo Diomede, in Virgilio sono sia Eurialo sia Niso a uccidere. Niso, forte della sua esperienza di guerriero in difesa di Troia, si rivela particolarmente disinvolto, avendo anche modo di assassinare personaggi illustri, ovvero i due condottieri Ramnete e Remo insieme ad altri italici in vista (Lamiro e Lamo, coppia dai nomi fortemente allitteranti tra loro, e il bellissimo Serrano); plebe senza fama sono invece i guerrieri uccisi da Eurialo, combattente alle prime armi decisamente impacciato. I due troiani vengono paragonati dal poeta a un leone vorace che entrato in un ovile affonda i denti sulle inermi pecore; la similitudine proviene dal modello omerico, tuttavia in Virgilio il massacro si caratterizza soprattutto per la presenza di particolari cruenti, come l'immagine di Reto che vomita la sua anima intrisa del vino bevuto, e le decapitazioni operate da Niso (Diomede riserva questo trattamento a Dolone e non ai Traci addormentati); il giovane eroe tuttavia si astiene dall'incrudelire sulle teste recise delle sue vittime, divergendo in questo da altre figure epiche (Agamennone e Achille nell'Iliade; Turno e lo stesso Enea nell'Eneide). L'immagine di Eurialo morente, col giovinetto che piega il capo come un papavero, è anch'essa mutuata dall'Iliade, ma richiama un altro passo, quello dell'agonia di Gorgitione, uno dei figli di Priamo, ucciso in battaglia da Teucro nell'ottavo libro del poema omerico. Il testo virgiliano contiene anche alcuni tratti di comicità nera (l'augure Ramnete, amante del fasto e incapace di prevedere la propria morte; e l'uccisione del bizzarro auriga di Remo, sorpreso mentre giace tra i suoi stessi cavalli).
Benché l'episodio della sortita notturna riecheggi quella compiuta da Odisseo e Diomede, i troiani presentano tratti che rimandano più ad Achille e Patroclo per il rapporto che li unisce, ovvero quello di due guerrieri-amanti. In Niso peraltro si può riscontrare una personalità molto simile a quella di suo fratello Asio nell'Iliade, caratterizzata da audacia e irruenza; oltretutto anche Asio soccombe dopo aver tentato di vendicare un commilitone caduto, Otrioneo, al quale però non è sentimentalmente legato, così come non risulterebbe avere un coinvolgimento erotico col proprio auriga, destinato a perire subito dopo di lui.

## Interpretazione dell'episodio
Affiora in questi versi lo sgomento di Virgilio di fronte agli orrori della guerra, che miete lutti su lutti. La guerra non è tra buoni e cattivi: i troiani cercano una nuova patria, gli italici si sentono minacciati. In nessun altro punto del poema soccombono così tanti eroi giovani: se si eccettuano Volcente e i suoi due cavalieri, padri di famiglia, tutti gli altri personaggi dell'episodio vanno incontro a morte prematura, non ci sono solo Eurialo e Niso, dato che i guerrieri che i due troiani uccidono nel sonno sono più o meno loro coetanei: in IX, 161-63 si dice infatti che Turno sceglie per l'assedio 1.400 giovani («bis septem Rutuli muros qui milite servent / delecti, ast illos centeni quemque sequuntur /purpurei cristis iuvenes auroque corusci»). Gioventù che va di pari passo con l'imprudenza: i Rutuli si lasciano sopraffare dal sonno, un elmo sottratto da Eurialo ai nemici sarà all'origine della sua morte. Ma morire giovani in guerra significa anche guadagnarsi la fama eterna, e a questo provvede Virgilio che manifesta lo stesso senso di rispetto per tutti i caduti. 
Il rapporto che lega Eurialo e Niso è descritto dall'autore come un amore omosessuale. Non è l'unico caso di guerrieri-amanti nel poema: anche tra gli italici vi è una coppia siffatta, quella costituita dai due latini Cidone e Clizio, la cui vicenda è però narrata in pochi versi e si conclude diversamente, con la sola morte del soldato più giovane. 
Tuttavia la natura della relazione fra i due troiani non è chiara del tutto. Quanto viene detto nel libro V fa pensare che essi non avessero ancora praticato atti sessuali veri e propri:
(Virgilio, Eneide, traduzione di A. Caro, V, 425-428)
Da alcuni studiosi la relazione viene considerata puramente pederastica..

## Fortuna dell'episodio
Nell'Orlando furioso di Ludovico Ariosto i due giovani soldati saraceni Cloridano e Medoro compiono una sortita notturna nel campo dei cristiani per cercare il cadavere di Dardinello, il loro signore caduto in battaglia, e vi uccidono  nemici sorpresi nel sonno, alcuni dei quali ricordano le vittime di Eurialo e Niso (in particolare Alfeo e Palidone da Moncalieri, collegabili rispettivamente a Ramnete e all'auriga di Remo). Fin qui Ariosto segue Virgilio: diversa è la conclusione, che vede soccombere il solo Cloridano, mentre Medoro è destinato a essere salvato dalla bella Angelica; inoltre mancano descrizioni relative al ritrovamento delle vittime nella strage.

## Nella cultura di massa
- Diversi pittori e scultori hanno realizzato opere riproducenti il passo relativo alla morte dei due giovani; non mancano le rappresentazioni artistiche della strage da loro compiuta, con una preferenza per l'aggressione a Ramnete e ai suoi servi (Eurialo e Niso uccidono Ramnete, incisione di Bartolomeo Pinelli).
- Massimo Bubola ha preso ispirazione dall'episodio virgiliano per una sua canzone scritta in collaborazione con i Gang e da questi incisa in primis, intitolata Eurialo e Niso, in cui si narra di due giovani partigiani - omonimi della coppia di personaggi virgiliani - autori di una sortita notturna contro i nazisti. Anche in questo caso la vicenda si conclude con la morte di entrambi gli amici.
- I personaggi di Eurialo e Niso sono presenti nello sceneggiato Eneide, tuttavia il testo latino non viene rispettato in diversi punti, ad esempio i due giovani appena capiscono di essere inseguiti si dividono volontariamente.

## Omaggi
- A Eurialo e Niso sono stati dedicati due crateri di Dione, uno dei satelliti di Saturno.
- I comuni di Roma, Napoli e Ardea hanno tutti intitolato una via a Eurialo e una a Niso.
- Una traduzione in inglese del verso virgiliano Nulla dies umquam memori vos eximet aevo ("No day shall erase you from memory of time"), in cui viene reso onore ai due giovani troiani, appare scritta sul muro del National September 11 Memorial & Museum a New York. [3]

## Fonti
- Publio Virgilio Marone, Eneide, libri V e IX.